# 華流
華流（かりゅう、ホアリュウ、ファーリュー）は、中国大陸、香港、台湾、などをはじめとする中国語文化圏（中華圏）発の大衆娯楽文化の圏外での流行を指すための言葉。
華流の拼音表記は“Huáliú”であり、“ホアリョウ”が中国語の発音に最も近いが、台湾アイドルグループF4の日本デビュー時（2005年）の広告等に“ファーリュー”と表記されたことから、その名残りで“ファーリュー”と表記されることが多い。
日本語では、「華」は一般に中華民国（台湾）を指すことが多いので、この言葉を台湾文化の日本輸入についてのみ用いるケースもあるが、一般的には大中華圏の文化に対して普遍的に用いられている。

## 概要
「華流」に含まれるのは、中国、香港、台湾、更にシンガポールやマレーシアなども含んだアジアの中国語文化圏全体である。範囲が広いだけに、その内容は非常に多彩と言える。
台湾に限定して「台流」、香港に限定して「港流」と言う場合もあるが、例えば台湾の俳優が中国製作のドラマに出演したり、その逆があるなど、台湾と中国のように、政治的、外交的には対立関係にあるものの、芸能分野においては中国語文化圏の各国、地域間での交流が非常に頻繁であり、区別するのが難しい。そのため、大きな括りとしての「華流」が主に使われている。（但し日本に輸入される中華圏のカルチャーは台湾・香港のものが多く、中国や東南アジアの華人圏のものは非常に少ない。）
「華流」は台湾、香港、中国大陸など、それぞれの国や地域ごとに特色を持ち、さらに恋愛ドラマ、武侠ドラマ、歴史ドラマ、ファミリードラマなど、ジャンルは多岐にわたっている。そして、ドラマ以外の映画や音楽なども支持を受けているのが特徴である。
華流はそれぞれの特定の政府の後押しを受けてはおらず、各種メディアで取り上げられる度合いも小さなものに留まっている。

## 日本における華流

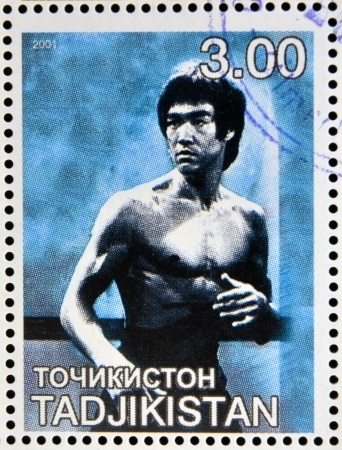
ブルース・リーを描いた切手（タジキスタン、2001年）

日本では、従来から香港や台湾など、中国語文化圏の芸能には一定の人気があり、李小龍（ブルース・リー）や成龍（ジャッキー・チェン）などのカンフー映画やアクション映画、ジュディ・オング、欧陽菲菲、アグネス・チャン、テレサ・テンらの女性歌手たち、霊幻道士や幽幻道士（テンテン役：劉致妤）などのキョンシー作品が流行したこともあった。
1990年代前後香港ニューウェーブと呼ばれる監督達や、四大天王と呼ばれる若手俳優達や、香港の漫画が原作の映画作品が日本でも公開され始めた。
2000年以降では、周星馳（チャウ・シンチー）の『少林サッカー』や『カンフーハッスル』ど香港の大作映画が日本でも話題になり。これをきっかけに、張芸謀(チャン・イーモウ)監督の『HERO』『LOVERS』といった中国製作の歴史武侠大作映画が続々と製作された。
2005年初頭から「華流」という言葉が日本で使われ始めた。2004年頃から中国製作の武侠ドラマなどが日本で紹介され、人気の先駆けとなった。武侠ドラマの俳優やスタッフのほとんどが、香港や台湾の出身者。中国本土や、香港、台湾など中国語文化圏では、「台湾ドラマ」を「台流」、香港ドラマを「港流」と呼んでおり、韓国の韓流に対抗する大きなムーブメントを示す言葉として、「台流」や「港流」を集約して中華圏で作られた作品全体を示す「華流」を使用するようになった。
「華流」が生み出された背景には、日本のBSデジタル放送の開始に伴うコンテンツ不足にあったとされる。今では台湾や香港、中国の数多くのドラマがBSデジタル放送で放映されており、地上波での放送も行なわれるようになりつつある。
「華流スター」という言葉は、従来から知られていた芸能人に対しても使われているが、「華流」と共に新しく有名になった芸能人としては、台湾のアイドルグループであるF4などがいる。2003年10月からBS日テレでドラマ『流星花園〜花より男子〜』放送。ただ、各種メディアには単発的に紹介されるに留まっている。
2006年以降、各種ドラマがBSデジタルやCSでの放送、インターネット配信へ続々と進出しており、また台湾や香港、中国の芸能人で、日本市場への進出を計画している者が少なくないことから、今後大きな流行に発展する可能性を残している。
目下、華流を牽引しているのは、F4が主演した『流星花園』を皮切りに、邱澤（ロイ・チウ）主演の『星が輝く夜に』や、鄭元暢（ジョセフ・チェン）主演の『薔薇之恋』、『イタズラなKiss〜惡作劇之吻〜』など、主に日本のコミックを映像化した台湾の青春恋愛ドラマと主人公が多彩な武芸の技を習得しながら冒険を繰り広げる中国の武侠ドラマでもある。武侠ドラマには、国際的に活躍する映画スターが出演することも多く、李亜鵬（リー・ヤーポン）と周迅（ジョウ・シュン）主演『射鵰英雄伝』、胡軍（フー・ジュン）と林志穎（ジミー・リン）主演『天龍八部』、黄暁明（ホァン・シャオミン）と劉亦菲（リウ・イーフェイ）主演『神鵰侠侶』など、主に武侠小説をドラマ化した作品が好評を博している。
2007年4月には、中国製作のドラマ『北京バイオリン』がNHKBS2で放送され、のちに地上波でも放送された。
2008年の北京オリンピックにちなんで、中国ドラマが続々国内で放映されている。『新・上海グランド』（放送：テレビ東京他）、中国CCTVで放送された『五星大飯店〜Five Star Hotel〜』（放送：CSフジテレビ721他）など、中国で活躍する若手俳優たちの露出も盛んになっている。
2010年、TOKYO MXが日本で初めての本格的な地上波における中国ドラマ枠である『THE KAROKU THEATER』の放送を開始した。中国の最新ドラマコンテンツを放送するレギュラーのドラマ枠で、“中国の今”を伝えていくことを目的としている。今までに『新・上海グランド』や『彼と私と両家の事情』などが放送されている。
2011年現在、韓国の「韓流」ほどには広く知られるに至っていないが、2011年に日本デビューを果たしたアジアのダンスキングことショウ・ルオ（羅志祥/ＳＨＯＷ）は、これまでの華流スターとは異なり日本語が堪能な上、日本の芸能界の事もよく知っているため、来日の際は必ずと言って良い程、テレビ、ラジオに出演依頼があり、着実に日本のファンを増やし続けている。ショウ・ルオが日本デビューしたことにより、台湾や他の中華圏の俳優や歌手にも目を向けられている。